# Tom Wade Huntington
Tom Wade Huntington (2 september 1977 in Wheatland) is een Amerikaans acteur.
Huntington is vooral bekend als Tony Dillon in Saved by the Bell: The New Class. Hij speelde in deze spin-off van Saved by the Bell in de laatste twee seizoenen (1998-2000). Verder heeft hij weinig werk gehad in de filmindustrie. In 2001 had hij een redelijk grote rol in de onbekende film No One Can Hear You en in 2005 was hij in de low-budget horrorfilm Stinger te zien.
Over Huntington's persoonlijke leven is weinig bekend.